# Buzinkai Mihály
Buzinkai Mihály (Nagykövesd, 1620 körül – Gyulafehérvár, 1683. november 23.) református tanár.

## Élete
Apja Buzinkay György lelkész és esperes volt. Sárospatakon tanult és ugyanott 1648. december 24-én az akadémiai pályára iratták be, de csak kevés ideig maradt itt diák, mert Madarasi János pap segélyezésével a hollandiai akadémiákra ment. 1652-ben Utrechtben tanult. Hazatérése után, 1655 körül Nagybányán iskolaigazgató lett, ahol a bölcseleten és nyelveken kívül a teológiát is tanította. 1656-ban került Sárospatakra, ahol az észtant és szónoklattant adta elő, később a hittant is, és a nemes ifjakra felügyelt.
Miután a katolikussá lett Báthory Zsófia a sárospataki kollégium épületeit és javait a jezsuitáknak adta, 1671. október 20-án Buzinkai Mihály tanártársaival (többek között Pósaházi Jánossal) együtt kiköltözött az elfoglalt kollégiumból és a szomszéd Kenézlő faluban húzta meg magát; a tél egy részét pedig néhány tanulóval együtt Debrecenben töltötte. Innen I. Apafi Mihály erdélyi fejedelem meghívására 1672-ben Gyulafehérvárra ment, ahol a régi Bethlen-kollégiumban folytatta a tanítást.
A filozófiában Petrus Ramus (franciául: Pierre de la Ramée) 16. századi francia bölcselő tanításait követte. Tovább ment Arisztotelésznél, de Descartesig nem érkezett el.

## Munkái
- Institutionum rhetoricarum libri duo. Patakini, 1658. és Lőcse, 1687. 1691. 1703. (Retorika a szónoklás művészetét tanuló ifjak számára.)
- Institutiones oratoriae. Patakini, 1659. (és Lőcse, 1690. 1703.)
- Institutionum dialecticarum libri duo. Patakini, 1659.
- Compendii logici libri duo. Uo. 1661. és Uo. 1668., Lőcse, 1696. 1702. Kolozsvár, 1680. (Logikai kézikönyv. A református iskolák tanulói félszázadon keresztül jobbára ebből a kompendiumból tanulták a gondolkodástudomány ramista tételeit.)